# Dolycoris
Dolycoris is een geslacht van wantsen uit de familie schildwantsen (Pentatomidae). Het geslacht werd voor het eerst wetenschappelijk beschreven door Mulsant & Rey in 1866.

## Soorten
Het genus bevat de volgende soorten:

- Dolycoris alobatus Hasan & Afzal, 1990
- Dolycoris baccarum (Linnaeus, 1758)
- Dolycoris bengalensis Zaidi, 1995
- Dolycoris brachyserratus Hasan & Afzal, 1990
- Dolycoris formosanus Distant, 1887
- Dolycoris indicus Stål, 1876
- Dolycoris longispermathecus Hasan & Afzal, 1990
- Dolycoris numidicus Horváth, 1908
- Dolycoris penicillatus Horváth, 1904
- Dolycoris rotundiparatergite Hasan & Afzal, 1990